# تشارلي سيتون
تشارلي سيتون (بالإنجليزية: Charlie Sitton)‏ مواليد 3 يوليو 1962 في ميكمينفيل، هو لاعب كرة سلة أمريكي معتزل. تم اختياره من قبل فريق دالاس مافيريكس خلال الدرافت. حمل الرقم 52. يبلغ طوله 6 قدم 8 بوصة (2.0 م). حقق المركز الأول في دورة الألعاب الأمريكية 1983. لعب مع دالاس مافيريكس ورير فينيزيا مستري.

## الميداليات
| الميدالية | المسابقة                    |
| --------- | --------------------------- |
| ذهبية     | دورة الألعاب الأمريكية 1983 |

## روابط خارجية
- تشارلي سيتون على موقع إن بي أي (الإنجليزية)
- تشارلي سيتون على موقع سبورتس رفرنس (الإنجليزية)
- تشارلي سيتون على موقع كلية كرة السلة في سبورتس رفرنس.كوم (الإنجليزية)
- تشارلي سيتون على موقع ريلجم (الإنجليزية)
- تشارلي سيتون على موقع بروبوليرز (الإنجليزية)